# Сера де' Конти
Сѐра де' Ко̀нти (на италиански: Serra de' Conti, на местен диалект la Serra, ла Сера) е малко градче и община в Централна Италия, провинция Анкона, регион Марке. Разположено е на 216 m надморска височина. Населението на общината е 3741 души (към 2010 г.).